# Gaffelsilene
Gaffelsilene (Silene dichotoma) is een eenjarige, soms tweejarige plant uit de anjerfamilie (Caryophyllaceae).

## Kenmerken
De plant is kruidachtig en 20 cm tot 1 m hoog. De rechtopstaande stengels zijn behaard, bovenaan gaffelvormig vertakt en niet of nauwelijks kleverig. De bladeren zijn langwerpig. De onderste zijn gesteeld, tot 8 cm lang, de bovenste meestal smaller en korter, en zonder steel. Ze zijn tegenoverstaand, de bladparen zijn kruislings aan de stengel geplaatst.
De alleenstaande, tot 1,8 cm grote, tweeslachtige bloemen zijn geelachtig wit, soms bleekroze, met vijf aan de top diep ingesneden kroonbladen. Ze staan aan twee min of meer rechtopgaande takken, en staan horizontaal van de stengel af. De vijf kelkbladen zijn vergroeid tot een nauwelijks opgeblazen kelkbuis met tien nerven. De nerven van de kelkbuis en bloemsteel dragen korte, sterk teruggekromde haren. De kelkslippen zijn met langere afstaande haren bezet. Kelk en bloemsteel dragen geen klierharen. De vrucht is een doosvrucht met 6 tanden. De bloeitijd is juli tot augustus.
De soort is van de enigszins gelijkende Franse silene (Silene gallica) te onderscheiden doordat bij die laatste de bloemen dichter opeenstaan, en de kelk en bloemsteel korte klierharen dragen.

## Voorkomen
Gaffelsilene staat op open, zonnige en warme, matig stikstofrijke tot stikstofrijke, voedselrijke en kalkhoudende leem- of lössbodems en vaak ook op stenige grond. De soort komt van nature voor in een aaneengesloten gebied dat ruwweg wordt begrensd door Italië, Iran, West-Siberië en Nova Zembla.

## Naamgeving
De gaffelsilene kreeg van Jakob Friedrich Ehrhart in 1792 de botanische naam Silene dichotoma. "Dichotoma" betekent "gegaffeld", een vertakkingsvorm waarbij de stengel zich bij iedere splitsing in twee gelijkwaardige stengels deelt. 

### Synonymie
- Silene dichotoma Ehrh. Beiträge zur Naturkunde (Ehrhart) 7: 143 (1792)
- Silene trinervis Banks & Sol. in: Russell, A. The natural history of Aleppo ed. 2, 2: 252 (1794)
- Silene sessiliflora Poir. Encyclopedie Methodique. Botanique Supplement 5: 154 (1817)
- Silene racemosa Otth in: Candolle, A.P. de Prodromus systematis naturalis regni vegetabilis 1: 384 (1824)
- Silene sibthorpiana Rchb. Flora Germanica Excursoria 2: 815, pro syn. (1832)
- Silene thirkeana K.Koch Linnaea 19(1): 56 (1847)
- Silene praedichotoma P.Candargy Bulletin de la Société Botanique de France 44: 155 (1897)
- Silene mathei Pénzes Feddes Repertorium Specierum Novarum Regni Vegetabilis 62: 20 (1959)